# Sebastián Salomón
Sebastián Salomón (General Roca, Argentina, 12 de diciembre de 1978) es un exfutbolista y entrenador argentino. Jugaba de volante y su último equipo fue Rampla Juniors de la Primera División de Uruguay. 
A comienzos de 2021 tuvo su primera experiencia como director técnico en el Club Atlético Los Andes de la tercera categoría del fútbol argentino. Con el milrayitas llegó hasta las semifinales del reducido clasificatorio a la Primera Nacional, instancia en la que cayó por penales ante Club Atlético Colegiales. Renunció al cargo en marzo de 2022.
Su siguiente cargo fue como coordinador de inferiores del Club Atlético Lanús, donde consiguió la gloria como jugador en su segundo paso. En septiembre de 2023 asumió de forma interina la dirección técnica del plantel de primera del conjunto granate. Y perdió el clásico

## Clubes

### Como jugador
| Club             | País      | Año       |
| ---------------- | --------- | --------- |
| Los Andes        | Argentina | 1999-2001 |
| Almagro          | Argentina | 2001      |
| Lanús            | Argentina | 2002-2004 |
| Olimpia          | Paraguay  | 2005      |
| Lanús            | Argentina | 2006-2008 |
| Godoy Cruz       | Argentina | 2009      |
| Aris de Limassol | Chipre    | 2010      |
| Rampla Juniors   | Uruguay   | 2010      |

### Como entrenador
| Club                 | País                 | Año                  | PJ | G  | E  | P  | GF | GC | DG  | Efectividad |
| -------------------- | -------------------- | -------------------- | -- | -- | -- | -- | -- | -- | --- | ----------- |
| Los Andes            | Argentina            | 2021-2022            | 40 | 13 | 18 | 9  | 40 | 28 | +12 | 47.5%       |
| Lanús (interino)     | Argentina            | 2023                 | 5  | 0  | 2  | 3  | 2  | 6  | -4  | 13.33%      |
| Tristán Suárez       | Argentina            | 2024                 | 13 | 2  | 4  | 7  | 13 | 19 | -6  | 25.64%      |
| Total en sus equipos | Total en sus equipos | Total en sus equipos | 58 | 15 | 24 | 19 | 55 | 53 | +2  | 39.66%      |

## Palmarés

### Como jugador

#### Campeonatos nacionales
| Título          | Club  | País      | Año  |
| --------------- | ----- | --------- | ---- |
| Torneo Apertura | Lanús | Argentina | 2007 |

#### Otros logros
| Logro                      | Club         | País      | Año  |
| -------------------------- | ------------ | --------- | ---- |
| Ascenso a Primera División | CA Los Andes | Argentina | 2000 |